# Cookies and Cream
Le Cookies and Cream (ou Cookies 'n Cream) est un arôme commun qui est répandu dans les desserts tels que la crème glacée et les milk-shakes qui est basé sur l'arôme de biscuits fourrés au chocolat avec de la crème semblable à un glaçage, avec la version la plus populaire contenant des biscuits à la main ou pré-crumble de la marque Oreo de Nabisco sous un accord de licence. La glace aux biscuits et à la crème mélange généralement des biscuits fourrés au chocolat émiettés dans de la crème glacée à la vanille, bien qu'il existe des variantes qui utilisent plutôt de la crème glacée au chocolat, au café ou à la menthe.

## Histoire
La question de savoir qui a inventé et commercialisé la première glace aux biscuits et à la crème fait débat.
- John Haynes, un consultant en crème glacée, prétend avoir créé ce parfum en 1976[1], 1977[2] ou 1978[3].
- L'université d'État du Dakota du Sud affirme que le parfum a été inventé dans l'usine laitière de l'université en 1979[4].
- Dans un communiqué de presse de 2005, Blue Bell Creameries a affirmé qu'elle était la première entreprise à produire le parfum en masse, en 1980[5]. En 2006, le New York Times rapporte que Blue Bell ne prétendait pas l'avoir inventé, mais qu'elle était certainement la première à le faire[6]. Cependant, depuis 2020, le site Web de l'entreprise proclame : « Nous avons été les premiers à créer ce parfum innovant ». Blue Bell Creameries a déposé la marque Cookies 'n Cream en 1981[7].
- John Harrison, le goûteur officiel de Dreyer's/Edy's Ice Cream, affirme avoir été le premier à l'inventer pour la société en 1982[8],[9].
- Un autre prétendant est Steve Herrell de Herrell's Ice Cream du Massachusetts[10].
- En 1983, le Cookies and Cream est devenu l'un des cinq parfums de crème glacée les plus vendus[11].
- Tony Proctor prétend avoir inventé la crème glacée Cookies and Cream dans la cuisine de Dorthy Jones à Waco, Texas, en 1982.